# Transportes Oliveira
A Transportes Oliveira, conhecida como T. Oliveira, foi uma empresa brasileira de transporte coletivo urbano de Lauro de Freitas, Bahia. operou entre 1981 até 2003.
A T. Oliveira surgiu em 1981 por um proprietário de caçambas, Roque Oliveira. O primeiro ônibus dela foi um Micro Carroceria Metropolitana Modelo Vip Tur. A primeira linha era Vilas do Atlântico x Salvador. A empresa fazia a ligação entre os municípios de Lauro de Freitas e Salvador fazendo desta forma também parte da frota da capital baiana.
Apesar do pioneirismo, sofreu forte concorrência da poderosa Vibemsa, até que no começo de 1992 ganhou exclusividade no mercado de Vilas do Atlântico. Sua frota então composta pelos monoblocos O364R, teve o reforço do primeiro O371 matriculado 117 e que inaugurou uma nova pintura para a empresa, mas a Locadora Bonfim de Salvador se associou a empresa e os O364R foram retirados, exceto o prefixo 116 que se tornou um ônibus reserva. A Bonfim transferiu de imediato para a T. Oliveira uma frota de O371R (9202, 9203, 9204, 9209, 9210, 9211), Marcopolo Viaggio (9205, 9206) e Caio Vitória Intercity (9207, 9208). Com dez novos ônibus na frota a empresa passou a explorar as rotas Vilas do Atlântico x Terminal da França (Via Paralela e Via Orla), Vilas do Atlântico x Praça da Sé (Via Orla).
A incorporação de ônibus coletivos se deu ainda em 1992, com a chegada de Marcopolo Torino, matriculados 9212, 9213, 9214, 9215, 9216 e Caio Vitória Urbano 9217, 9218, 9319, 9320, 9321, 9322, 9323. A empresa ainda obteve em 1993 linhas rodoviárias pela Linha Verde, para os quais chegaram Marcopolo Viaggio GV.
Em 1997 a sociedade com a Bonfim foi desfeita e alguns ônibus retornaram as linhas de Vilas do Atlântico como o 9202/9203 e os Viaggios 9401, 9402, 9403, 9404. A frota da empresa a essa altura já sofria com a falta de reposição, pois a T. Oliveira passou a adquirir muitos veículos usados do Rio de Janeiro, os famosos Ciferal GLS. 2 ônibus novos foram incorporados em 1998, um par de Ciferal GLS matriculados 9801, 9802. Sem obter caixa para manter suas operações restou a Roque Oliveira se associar ao poderoso José Augusto Evangelista em 2003 através da Litoral Norte, marcando assim o fim da T. Oliveira em favor da Expresso Atlântico.
A Atlântico seguiu a política de adquirir veículos usados, dessa vez os Marcopolo Viale usados pela Oceânica. A Expresso Atlântico desapareceu dentro da Costa Verde, que é a atual operadora das linhas da pioneira T. Oliveira.